# Stefán Þórðarson
Stefán Þórðarson, född 27 mars 1975 i Akranes, är en isländsk före detta fotbollsspelare. Mellan åren 2005 och 2007 spelade han i IFK Norrköping. Under sin debutsäsong gjorde han bara ett mål och ifrågasattes, men under 2006 gjorde han flera viktiga mål. Þórðarson har tidigare spelat för bland andra engelska Stoke och Östers IF. Han har även spelat 6 landskamper för Island. 
När IFK:s allsvenska avancemang blev klart hösten 2007, berättade Þórðarson att han inte ämnade fortsätta i klubben efter säsongen, utan hade bestämt sig för att flytta hem till Island. Som en hyllning till Þórðarson får ingen annan spelare använda hans tröja nummer 18, vilket blir det första numret som frysts i IFK Norrköping.
I mars 2008 blev det klart med en comeback till IFK Norrköping. Þórðarson var tänkt att återvända på lån under de första 8 matcherna, vilket dock aldrig förverkligades på grund av olika tolkning av de två klubbarna (IFK Norrköping och Akranes) av FIFA:s regler gällande övergångar. Då hans kontrakt med FC Vaduz gick ut i juni 2009 återkom Þórðarson till IFK Norrköping under ett par månader. Efter endast en seger på 12 matcher tog IFK plötsligt två raka segrar med Þórðarson i laget.
- 2005: IFK Norrköping 25 matcher/ 1 Mål
- 2006: IFK Norrköping 26 matcher/ 12 mål
- 2007: IFK Norrköping 24 matcher/ 10 mål